# Cheyenne
Cheyenne (wym. ang. /ʃaɪˈæn/ lub /ʃaɪˈɛn/) – miasto w północno-środkowo-zachodniej części Stanów Zjednoczonych, stolica i największe miasto stanu Wyoming, a także stolica hrabstwa Laramie. Miasto jest najdalej na północ wysuniętą częścią szybko rozwijającej się aglomeracji Front Range Urban Corridor, w której zawierają się m.in. takie miasta jak Denver czy Colorado Springs.

## Historia
4 czerwca 1867 roku generał Grenville Mellen Dodge rozbił, wraz ze swoim oddziałem obóz, w miejscu które dzisiaj jest znane jako Cheyenne, należącym wtedy do Terytorium Dakoty. Miejsce to zostało wybrane do przerzucenia mostu kolejowego Union Pacific Railroad nad Crow Creek, dopływem rzeki Platte Południowa. Początkowo miejsce to zostało nazwane Crow Creek Crossing, jednak w późniejszym okresie swoją nazwę wzięło od ludu Szejenów.
Odcinek Union Pacific Railroad w Cheyenne ukończony został 13 listopada 1867, co spowodowało w niedługim czasie napływ czterech tysięcy przybyszów do nowego miasta. Wkrótce miejsce to stało się słynne jako oaza dla hazardzistów, właścicieli saloonów, złodziei, prostytutek, kowbojów bez ziemi, górników, gangów pociągowych, biznesmenów i żołnierzy z bazy wojskowej Camp Cheyenne (obecnie Baza Sił Powietrznych im. Francisa F. Warrena).
Jako stolica Terytorium Wyoming i w konsekwencji tego jedyne miasto na dużym obszarze, stało się głównym punktem gdzie okoliczne bydło było ładowane na wagony Union Pacific Railroad. Znajdujący się w mieście Cheyenne Club stał się głównym miejscem spotkań wielkich posiadaczy ziemskich.
W 1920 roku otwarto w mieście port lotniczy, początkowo służący jako przystanek dla poczty lotniczej. Wkrótce później lotnisko przekształcono na cywilno-militarne, obsługujące samoloty Douglas DC-3 oraz różne samoloty wojskowe. W trakcie II wojny światowej na lotnisku były remontowane B-17, samoloty B-24 oraz PBY. Obecnie pełni ono głównie funkcje wojskowe oraz testowe dla jednostek cywilnych.

## Geografia

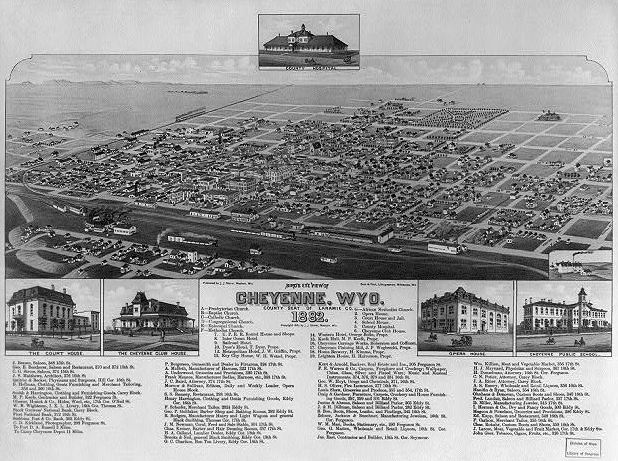
Cheyenne z lotu ptaka w 1882.

Cheyenne, położone w południowo-wschodnim rogu stanu Wyoming, jest jedną z najmniejszych stolic stanowych w Stanach Zjednoczonych o powierzchni 63,79 km² (z czego 0,28 km² to woda).

### Klimat
W Cheyenne panuje klimat umiarkowany kontynentalny (według klasyfikacji Köppena to zimny klimat stepowy). Miasto znajduje się w strefie mrozoodporności 5a (przedmieścia leżą w strefie 5b). Zimy są zimne, umiarkowanie długie i suche, ze średnią temperaturą w grudniu wynoszącą –1,8 °C. Średnio przez 35 dni występują temperatury powyżej zera (w zimie). Chinook schodzący z pasm Gór Skalistych może ocieplić temperaturę do około 10 °C, nawet przez 20 dni, pomiędzy grudniem a lutym. Największe opady śniegu występują w marcu i kwietniu ze średnią roczną wynoszącą 1500 mm. Lata są ciepłe ze średnią temperaturą w lipcu wynoszącą 20,9 °C. Średnie roczne opady wynoszą 400 mm i zwykle występują od maja do sierpnia; niewielkie opady występują w zimie i jesieni.
Średnia dzienna wilgotność to 60%. 16 lipca 1979 roku w Cheyenne uderzyło tornado (3 w skali Fujity), zabijając 1 jedną osobę i raniąc 40. To było najbardziej niszczycielskie tornado w historii Wyoming.

## Demografia
Według danych z 2016 roku w Cheyenne mieszkało 64 019 osób. Skład rasowy: biali 87,2%, Afroamerykanie 4,5%, Indianie 2,5%, Azjaci 2,1%, inni 6,4%. 12,7% ludności przyznaje się do swoich latynoskich korzeni. 29,3% osób powyżej 25. roku życia ma wykształcenie wyższe.
Spis podaje również, że w 2010 roku w mieście były 25 558 gospodarstwa domowe; w 30,2% gospodarstw mieszkały osoby poniżej 18 lat, 43,1% gospodarstw domowych to małżeństwa, a 11,1% osób żyło w ubóstwie.
Mediana wieku mieszkańców Cheyenne wynosi 36,5 lat, 24% populacji miasta miała mniej niż 18 lat, a 13,5% miało 65 lat i więcej.

## Gospodarka
Sektor publiczny jest największym sektorem gospodarki miasta. Większość biur w Cheyenne należy do stanu Wyoming. Duża część mieszkańców miasta jest zatrudniona lub uzależniona finansowo od United States Air Force (sąsiedztwo bazy lotniczej) lub przez Gwardię Narodową. Union Pacific Railroad jest największym prywatnym pracodawcą w mieście.
W ostatnich latach wprowadzone zostały jednak kroki, mające na celu zróżnicowanie miejskiej gospodarki. Lowe’s i Walmart, jedne z największych sieci supermarketów w Stanach Zjednoczonych, posiadają swoje placówki na terenie miasta. Ponadto w centrum miasta znajduje się główna siedziba sklepu internetowego Sierra Trading Post. Oprócz tego w centrum miasta znajdują się centrale takich przedsiębiorstw jak Great Lakes Airlines (linie lotnicze) i Taco John’s (restauracje fast food).
Wysokość nad poziomem morza, na jakiej znajduje się Cheyenne i wyniesienie miasta nad przylegający obszar powoduje, że jest to jedno z najbardziej wietrznych miast w Stanach Zjednoczonych. Aspekt ten powoduje, iż Cheyenne jest dobrym miejscem do produkcji energii wiatrowej. Obecnie turbiny wietrzne znajdują się w różnych miejscach Laramie County, a mieszczący się w mieście Laramie County Community College prowadzi główny program techniczny nadzoru turbin, w którym uczestniczą także uczniowie uczelni. Uruchomienie turbin wiatrowych w sąsiednim hrabstwie Weld w Kolorado, może spowodować, iż region ten stanie się ośrodkiem produkcji alternatywnej energii elektrycznej.

## Transport

### Autostrady międzystanowe
- Interstate 25 – biegnie z północy na południe, z Nowego Meksyku do Wyoming, krzyżując się na południowy zachód od Cheyenne z Interstate 80;
- Interstate 80 – biegnie ze wschodu na zachód, z Kalifornii do New Jersey, krzyżując się na południowy zachód od Cheyenne z Interstate 25;
- Interstate 180 – biegnie z północy na południe, będąc połączona z US 85, prowadzi z Interstate 80 do US 30.

### U.S. Route (w nawiasie podano nazwy obowiązujące na terenie miasta)
- U.S. Route nr 30 (Lincolnway) – biegnie z zachodu na wschód przez Cheyenne;
- U.S. Route nr 85 (South Greely Highway, Central Avenue (Southbound), Warren Avenue (Northbound)) – biegnie z północy na południe przez Cheyenne;
- U.S. Route nr 87 – biegnie z północy na południe przez Cheyenne, będąc zbieżną z Interstate 25.

### Autostrady stanowe
- Wyoming Highway 210 (Happy Jack Road) – biegnie ze wschodu na zachód, zaczynając się na Interstate 25 i łącząc Cheyenne z Sherman Hill w hrabstwie Albany;
- Wyoming Highway 212 (College Drive, Four Mile Road) – biegnie z północy na południe tworząc obwodnicę wokół Cheyenne, zaczyna się przy zjeździe z Interstate 25, a kończy wjazdem w Wyoming Highway 219;
- Wyoming Highway 219 (Yellowstone Road) – zaczyna się zjazdem z US 85 i prowadzi na północ, poza teren miasta;
- Wyoming Highway 221 (Fox Farm Road) – biegnie z zachodu na wschód, początek biorąc wyjazdem z US 85, a kończąc się skrzyżowaniem z Wyoming Highway 212;
- Wyoming Highway 222 (Fort Access Road) – biegnie z północy na południe, zaczynając się wjazdem z Wyoming Highway 225, i prowadząc w kierunku północnym do Bazy Sił Powietrznych F.E. Warrena, niedaleko której łączy się z Wyoming Highway 210;
- Wyoming Highway 225 (Otto Road) – biegnie ze wschodu na zachód, początek mając przy zjeździe z Interstate 80 (w miejscu, gdzie łączy się ona z US 30) i prowadząc z kierunku południowo-zachodnim poza miasto.

### Porty lotnicze
W Cheyenne znajduje się jeden port lotniczy: Cheyenne Regional Airport.

### Kolej
W Cheyenne krzyżują się dwie linie kolejowe: Union Pacific Railroad i BNFS Railway.

## Znane obiekty
- Kapitol stanu Wyoming (1886–1890) – siedziba najwyższych władz stanowych, wpisany na listę Narodowych Pomników Historycznych USA;
- Ogród Botaniczny Cheyenne (wybudowany w 1977);
- Baza Sił Powietrznych im. Francisa E. Warrena (założona w 1867).

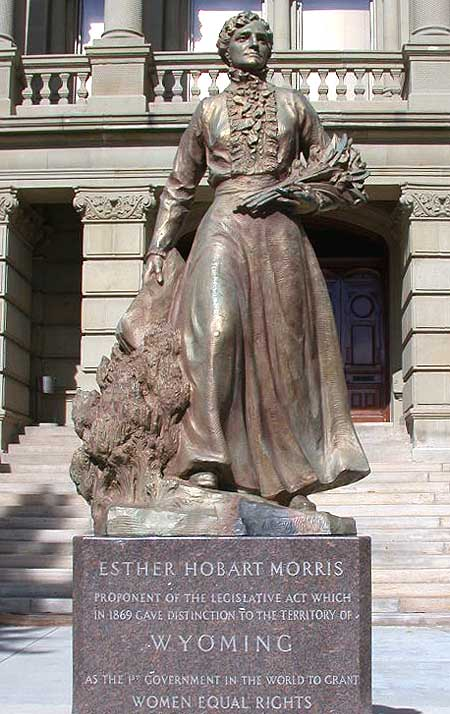
Posąg Esther Hobart Morris
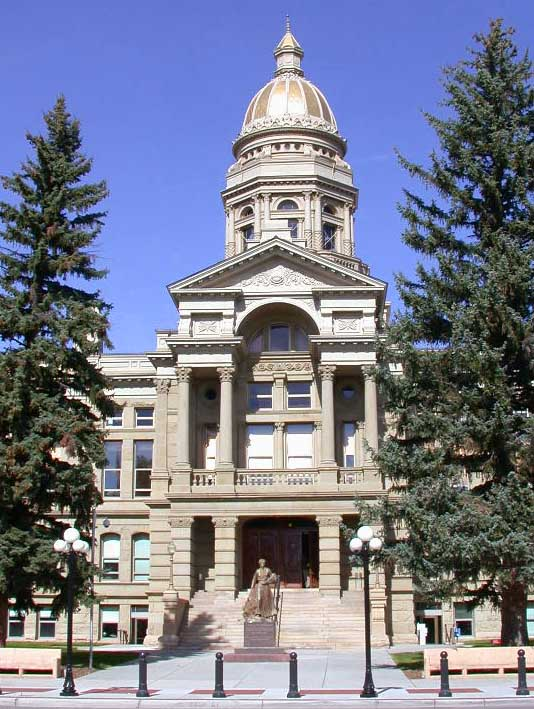
Kapitol Stanu Wyoming w Cheyenne

## Znane osobistości
- John Godina – lekkoatleta, czterokrotny mistrz świata w pchnięciu kulą[16],
- Neil Diamond – piosenkarz folk i country[17],
- Mildred Harris – aktorka i pierwsza żona Charliego Chaplina[18],
- Dziki Bill Hickok – rewolwerowiec, „stróż prawa i porządku”, uważany za bohatera narodowego Stanów Zjednoczonych[19],
- George Clayton Johnson – pisarz science fiction, współtwórca powieści Ucieczka Logana, scenarzysta[20],
- James Johnson – koszykarz grający w NBA[21],
- Brandon Nimmo – baseballista w New York Mets[22].

## Miasta partnerskie
- Bismarck, Stany Zjednoczone
- Waimea, Stany Zjednoczone
- Taizhong, Republika Chińska
- Lourdes, Francja
- Hammam Susa, Tunezja
- Voghera, Włochy